# Airway Heights
Airway Heights az Amerikai Egyesült Államok északnyugati részén, Washington állam Spokane megyéjében elhelyezkedő város. A 2010. évi népszámlálási adatok alapján 6114 lakosa van.
Airway Heights 1955. június 28-án kapott városi rangot. A település lakossága a közeli börtön (Airway Heights Corrections Center), valamint a Pend d’Oreille indiánok kaszinójának 2000-es megnyitása után indult növekedésnek.
2015 júliusában Patrick Rushing polgármestert lemondásra szólították fel, miután Facebook-oldalán Barack Obamát „majomembernek”, Michelle Obamát pedig gorillának nevezte; Rushing nem mondott le, mivel szerinte ő nem rasszista. A férfi korábban iskolabusz-vezetőként dolgozott, azonban állását elhagyni kényszerült, miután egy baleset helyszínéről idő előtt távozott. Az év augusztusában Rushing egészségi állapotára hivatkozva lemondott; a pozíciót azóta a korábbi alpolgármester, Kevin Richey tölti be.

## Éghajlat
| Hónap                                            | Jan.  | Feb.  | Már.  | Ápr.  | Máj. | Jún. | Júl. | Aug. | Szep. | Okt.  | Nov.  | Dec.  | Év    |
| ------------------------------------------------ | ----- | ----- | ----- | ----- | ---- | ---- | ---- | ---- | ----- | ----- | ----- | ----- | ----- |
| Rekord max. hőmérséklet (°C)                     | 17,0  | 17,0  | 23,0  | 32,0  | 36,0 | 41,0 | 42,0 | 42,0 | 37,0  | 31,0  | 21,0  | 16,0  | 42,0  |
| Átlagos max. hőmérséklet (°C)                    | 1,3   | 4,2   | 9,4   | 14,0  | 19,1 | 23,2 | 28,3 | 28,3 | 22,7  | 14,4  | 5,3   | 0,1   | 14,3  |
| Átlaghőmérséklet (°C)                            | −1,4  | 1,0   | 4,6   | 8,0   | 12,8 | 16,7 | 20,9 | 20,8 | 15,7  | 8,7   | 2,1   | −2,6  | 9,0   |
| Átlagos min. hőmérséklet (°C)                    | −4,1  | −3,1  | −0,2  | 2,7   | 6,6  | 10,2 | 13,5 | 13,2 | 8,6   | 2,9   | −1,2  | −5,3  | 3,7   |
| Rekord min. hőmérséklet (°C)                     | −34,0 | −31,0 | −23,0 | −10,0 | −4,0 | 1,0  | 3,0  | 2,0  | −6,0  | −14,0 | −29,0 | −32,0 | −34,0 |
| Átl. csapadékmennyiség (mm)                      | 45    | 34    | 41    | 33    | 41   | 32   | 16   | 15   | 17    | 30    | 58    | 58    | 420   |
| Havi napsütéses órák száma                       | 28    | 45    | 55    | 61    | 65   | 67   | 80   | 78   | 72    | 55    | 29    | 23    | 658   |
| Forrás: Nemzeti Óceán- és Légkörkutatási Hivatal |       |       |       |       |      |      |      |      |       |       |       |       |       |

## Népesség
A 2010-es népszámláláskor a városnak 6114 lakója, 1547 háztartása és 1035 családja volt. A népsűrűség 392,9 fő/km2. A lakóegységek száma 1727, sűrűségük 111 db/km2. A lakosok 78,5%-a fehér, 7,2%-a afroamerikai, 3,7%-a indián, 3,5%-a ázsiai, 0,9%-a a Csendes-óceáni szigetekről származik, 1,8%-a egyéb, 4,4%-a pedig kettő vagy több etnikumú. A spanyol vagy latino származásúak aránya 8,3% (7% mexikói, 0,4% Puerto Ricó-i,  0,9% egyéb spanyol vagy latino származású.)
A háztartások 37,4%-ában élt 18 évnél fiatalabb. 43,6% házas, 16,6% egyedülálló nő, 6,7% egyedülálló férfi, 33,1% pedig nem család. 25,1% egyedül élt; 5,4%-uk 65 éves vagy idősebb. Egy háztartásban átlagosan 2,54 személy élt; a családok átlagmérete 3,01 fő.
A medián életkor 34,6 év volt. A város lakóinak 17,3%-a 18 évesnél fiatalabb, 11,1% 18 és 24 év közötti, 40,9%-uk 25 és 44 év közötti, 25,2%-uk 45 és 64 év közötti, 5,6%-uk pedig 65 éves vagy idősebb. A lakosok 67,7%-a férfi, 32,2%-a pedig nő.

## Fordítás
Ez a szócikk részben vagy egészben  az   Airway Heights, Washington című angol Wikipédia-szócikk ezen változatának fordításán alapul.  Az eredeti cikk szerkesztőit annak laptörténete sorolja fel. Ez a jelzés csupán a megfogalmazás eredetét és a szerzői jogokat jelzi, nem szolgál a cikkben szereplő információk forrásmegjelöléseként.